# Christel Peters
Christel Peters (* 15. Januar 1916 in Swinemünde, Pommern; † 11. Juni 2009 in Brandenburg an der Havel) war eine deutsche Schauspielerin.

## Leben
Christel Peters spielte seit ihren Kindertagen bereits Theater. In der DDR war sie beispielsweise öfters im Fernsehtheater Moritzburg zu sehen, beispielsweise in Helmut Grosz’ Mutter darf nicht heiraten (1980) und Unser schönster Urlaub (1987) sowie in Andreas Knaups Das Mehrzweckzimmer (1986). Nach der Wende arbeitete sie vorwiegend für Film und Fernsehen. Bekannt wurde sie durch Gastauftritte in Fernsehkrimis und Komödien, vor allem aber durch ihre Rolle der Frau Kaiser in den Sitcoms Salto Postale und Salto Kommunale an der Seite von Wolfgang Stumph und Achim Wolff. Als Schauspielerin vor der Kamera wirkte Peters in über 100 Film-und-Fernsehproduktionen mit.
Einer breiten Öffentlichkeit wurde sie durch die Fernsehwerbespots des Elektronikdiscounters Media Markt als „Mutter aller Schnäppchen“ bekannt.
In der Fernsehverfilmung der Brunetti-Romane von Donna Leon spielte Christel Peters (ab Folge 7) die Mutter des Commissario Guido Brunetti. Diese Rolle erfüllte sie, in der Folge Das Mädchen seiner Träume (Folge 17), auch nach ihrem Tod. Im Roman, 2009 geschrieben, wird die Mutter Brunettis beerdigt und in der Fernsehfolge, 2010 produziert, ist ein Foto der Schauspielerin in der Rolle der Mutter auf dem Grabkreuz zu sehen und ein in Memoriam am Ende des Films.
Christel Peters war zweimal verheiratet und hatte aus ihrer zweiten Ehe zwei Töchter und einen Sohn. Sie starb im Juni 2009 im Alter von 93 Jahren.

## Filmografie (Auswahl)
- 1971: Verwandte und Bekannte
- 1980: April! April! (Fernsehtheater Moritzburg)
- 1980: Unsere egoistischen Eltern (Fernsehtheater Moritzburg)
- 1980: Treffpunkt Libelle (Fernsehtheater Moritzburg)
- 1983: Fariaho
- 1983: Märkische Chronik (Fernsehserie)
- 1984: Der Staatsanwalt hat das Wort: Wer bist du (Fernsehreihe)
- 1984: Polizeiruf 110: Schwere Jahre (1. Teil) (Fernsehreihe)
- 1984: Polizeiruf 110: Draußen am See
- 1984: Familie Neumann (Fernsehserie)
- 1985: Polizeiruf 110: Ein Schritt zu weit
- 1985: Zahn um Zahn (Fernsehserie, 2 Folgen)
- 1985: Gritta von Rattenzuhausbeiuns
- 1985: Neues übern Gartenzaun (Fernsehserie)
- 1986: Gemeindeschwester Egon
- 1987: Tumult bei Wernickes
- 1987: Drei reizende Schwestern – Trick 17 (Fernsehreihe)
- 1987: Kiezgeschichten (Fernsehserie)
- 1988: Bereitschaft Dr. Federau (Fernsehserie)
- 1989: Grüne Hochzeit
- 1989: Der Bruch
- 1989: Flugstaffel Meinecke
- 1990: Lasst mich doch eine Taube sein
- 1990: Alter schützt vor Liebe nicht
- 1990: Flugstaffel Meinecke (Fernsehserie)
- 1991: Letzte Liebe
- 1991: Feuerwache 09 (Fernsehserie)
- 1992: Tandem
- 1993: Salto Postale (Fernsehserie)
- 1994: Polizeiruf 110: Kiwi und Ratte
- 1994: Tatort: Geschlossene Akten (Fernsehreihe)
- 1995: Frauenarzt Dr. Markus Merthin (Fernsehserie, Folge Urlaub)
- 1996: Rosa Roth – Nirgendwohin (Fernsehreihe)
- 1996: Für alle Fälle Stefanie (Fernsehserie, Folge Geliebte Freundin)
- 1997: Unser Charly (Fernsehserie, Folge Charly als Held)
- 1997: Raus aus der Haut
- 1997: Polizeiruf 110: Über den Tod hinaus
- 1997: Stubbe – Von Fall zu Fall: Stubbe und Elli (Fernsehreihe)
- 1998: Salto Kommunale (Fernsehserie)
- 1998: Wolffs Revier (Fernsehserie, Folge Freiwild)
- 1998: Stadtklinik (Fernsehserie, Folge Wiedervereinigung)
- 1999: Nachtgestalten
- 2000: Jetzt oder nie – Zeit ist Geld
- 2001: Die Liebenden vom Alexanderplatz
- 2001: Dufte (Kurzfilm)
- 2001: Gregors größte Erfindung (Kurzfilm)
- 2002: Vaya con Dios
- 2002: Ein Sack voll Geld
- 2003: Stubbe – Von Fall zu Fall: Tödlicher Schulweg
- 2003: Jonathans Liebe
- 2003: Gefährliche Gefühle
- 2003: Traumprinz in Farbe
- 2003: Ein Fall für zwei (Fernsehserie, Folge Fremde Federn)
- 2004: In aller Freundschaft (Fernsehserie, Folge Herzenswunsch)
- 2004: Pfarrer Braun: Ein verhexter Fall
- 2004: Pfarrer Braun: Der Fluch der Pröpstin
- 2004: Einmal Bulle, immer Bulle (Fernsehserie, Folge Rette sich, wer kann)
- 2004: Donna Leon – Acqua Alta
- 2004: Tatort: Herzversagen
- 2004: Donna Leon – Sanft entschlafen
- 2005: Donna Leon – Beweise, dass es böse ist
- 2005: Donna Leon – Verschwiegene Kanäle
- 2005: Sommer vorm Balkon
- 2005: Mein Vater und ich
- 2005: Großstadtrevier (Fernsehserie, Folge Liebe, Lust und Leidenschaft)
- 2005: Alphateam – Die Lebensretter im OP (Fernsehserie, 2 Folgen)
- 2006: Tatort – Das ewig Böse
- 2006: Tierärztin Dr. Mertens (Fernsehserie, Folge Die Unzertrennlichen)
- 2006: Donna Leon – Endstation Venedig
- 2006: Donna Leon – Das Gesetz der Lagune
- 2006: SOKO Köln (Fernsehserie, Folge Allein unter Nachbarn)
- 2007: Donna Leon – Blutige Steine
- 2007: KDD - Kriminaldauerdienst (Fernsehserie, Folge Vertrauen)
- 2008: Donna Leon – Die dunkle Stunde der Serenissima
- 2008: Zwei Zivis zum Knutschen

## Hörspiele
- 1994: Horst Bosetzky: Volles Risiko – Regie: Albrecht Surkau (Kriminalhörspiel – DLR)

## Werke
- mit Steffen Richter: Jetzt wird aber Dampf gemacht! Mein Leben. Autobiographie. Mit ausführlicher Auswahl-Filmographie der Kino- und Fernseh-Produktionen, zusammengestellt von Eva Hartgenbusch. Bastei Lübbe, Bergisch Gladbach 2006, ISBN 978-3-404-61596-4.